# Gametangium
Et gametangium (flertal: gametangia) er et organ eller en celle som producerer gameter. Gametangia findes i mange flercellede protister, alger, svampe og planternes gametofytter. Et gametangium er en haploid struktur og dannelsen af gameter involverer ikke meiose

## Forskellige typer gametangia
Der findes forskellige typer gametangia.

### Hunlige gametangia
Hunlige gametangia kaldes normalt for arkegonia (ental: arkegonium). De producerer æg-celler og er det sted hvor befrugtning sker. Arkegonia forekommer hos alger og andre primitive planter inklusive de nøgenfrøede. Hos blomsterplanter og Gnetophyta er arkegoniet erstattet af frøanlægget.

### Hanlige gametangia
Hanlige gametangia producerer sæd-celler som frigøres så de kan befrugte de hunlige gametangia. Hanlige gametangia forekommer hos primitive planter herunder nøgenfrøede som Cycas og Ginkgo, men hos nåletræerene, Gnetophyta og blomsterplanter er de erstattet af pollen.

### Isogamer
Ved isogami er gameterne ens og kan ikke betegnes som enten "hanlige" eller "hunlige".